# Трёхгранные акулы
Трёхгранные акулы, или центрины, или акулы-свиньи (лат. Oxynotus) — единственный род акул из одноимённого семейства (Oxynotidae) отряда катранообразных (Squaliformes), к которому принадлежат 5 видов. У трёхгранных акул очень короткое, массивное и высокое тело, треугольное в поперечнике, высокие и крупные спинные плавники в виде паруса, у основания которых имеются короткие, толстые шипы. Первый спинной плавник смещен вперёд. Голова слегка приплюснута. Сразу позади глаз расположены крупные брызгальца. Крупные ноздри близко поставлены друг к другу. По углам рта пролегают длинные борозды. Широкие губы покрыты бугорками. Верхние зубы узкие и маленькие, нижние — крупные, в виде лезвий. Анальный плавник отсутствует. Тело этих акул покрыто светящимися фотофорами. Обитают в умеренных и тропических водах Тихого и Атлантического океанов на глубине от 40 до 720 м. Максимальный размер 150 см. Трёхгранные акулы не имеют коммерческой ценности и не представляют опасности для человека. Большая печень, вес которой составляет от 16 % до 23 % от общей массы, позволяет им поддерживать нейтральную плавучесть, поэтому они способны неподвижно зависать в толще воды. Рацион состоит из небольших беспозвоночных и костистых рыб. Крупные ноздри и складки губ помогают им обнаруживать добычу. Они размножаются яйцеживорождением, эмбрионы питаются желтком. В помёте от 7 до 8 новорожденных.
Название семейства и рода происходят от слов др.-греч. ὀξύς — «острый» и др.-греч. νῶτος — спина.

## Классификация
- Oxynotus bruniensis Ogilby, 1893 — Австралийская центрина
- Oxynotus caribbaeus Cervigón, 1961 — Карибская центрина
- Oxynotus centrina Linnaeus, 1758 — Обыкновенная центрина, или акула-свинья
- Oxynotus japonicus Yano & Murofushi, 1985
- Oxynotus paradoxus Frade, 1929